# Xiuladora rogenca
El xiuladora rogenca (Colluricincla rufogaster) és un ocell de la família dels paquicefàlids (Pachycephalidae).

## Hàbitat i distribució
Habita els boscos de les zones costaneres del sud de Nova Guinea i nord i est d'Austràlia.

## Taxonomia
Espècie que ha estat separada de Colluricincla megarhyncha arran els treballs de Marki et al. 2018